# Кашакашвили, Гурами Венедиктович
Гурами Венедиктович Кашакашвили — советский хозяйственный и политический деятель, специалист в области сталеплавильного и ферросплавного производства. Доктор технических наук, член Грузинской инженерной академии, действительный член Украинской академии наук и Российской академии естественных наук.

## Биография
Родился в 1932 году в Багдати. Член КПСС.
Окончил металлургический факультет Грузинского политехнического института.
В 1956—1958 годах — мастер, старший мастер, в 1958—1969 годах — начальник смены, помощник начальника, в 1969—1979 годах — начальник мартеновского цеха на Руставском металлургическом заводе.
В 1979—1983 годах — директор завода ферросплавов в Зестафони. В 1983—1994 годах - директор Руставского металлургического завода.
Лауреат Государственной премии Грузинской ССР (1988, 1990).
Избирался народным депутатом Грузии (1990—1993), депутатом Парламента Грузии 4-го созыва (1995—1999).
Делегат XXVI и XXVII съездов КПСС, XIX партконференции.
С 1994 года — президент Грузинского горно-металлургического концерна.
Живёт в Тбилиси.

## Награды
- Орден Ленина
- Орден Трудового Красного Знамени